# Шимон, Пал
Пал Ши́мон (венг. Simon Pál; 31 декабря 1881, Будапешт — 25 февраля 1922, Будапешт) — венгерский легкоатлет, бронзовый призёр летних Олимпийских игр 1908 года.
На Играх 1908 года в Лондоне Шимон участвовал в трёх дисциплинах. Вместе со своей командной он занял третье место в смешанной эстафете, а также участвовал в первых раундах забегов на 100 и 200 м.